# Renzo Zanazzi
Renzo Zanazzi (Gazzuolo, 5 april 1924 - Milaan, 28 januari 2014) is een voormalig Italiaans wielrenner.

## Belangrijkste overwinningen
1946
- 2e etappe Ronde van Zwitserland
- 10e etappe Ronde van Italië

1947
- 1e etappe Ronde van Italië
- 5e etappe deel B Ronde van Italië
- Zürich-Lausanne

## Resultaten in voornaamste wedstrijden
| Jaar | Ronde van Italië | Ronde van Frankrijk | Ronde van Spanje |
| ---- | ---------------- | ------------------- | ---------------- |
| 1946 | 32e (1)          |                     |                  |
| 1947 | 15e (2)          |                     |                  |
| 1948 | opgave           |                     |                  |
| 1949 |                  |                     |                  |
| 1950 | 48e              |                     |                  |
| 1951 | opgave           | buiten tijd         |                  |
| 1952 | 75e              |                     |                  |

| Jaar | Milaan-San Remo | Ronde van Lombardije |
| ---- | --------------- | -------------------- |
| 1946 | 36e             |                      |
| 1947 |                 |                      |
| 1948 | 58e             |                      |
| 1949 |                 | 31e                  |
| 1950 | 74e             | 33e                  |
| 1951 | 75e             |                      |
| 1952 | 37e             |                      |

- Library of Congress Control Number: no2015088339
- Virtual International Authority File: 316745536
- WorldCat: E39PBJhMgXPxrC6DVBMYkdKrv3